# Lac des Îles (Saint-Émile-de-Suffolk)
Pour les articles homonymes, voir Lac des Îles.
Le lac des Îles est un lac d'eau douce situé dans la municipalité de Saint-Émile-de-Suffolk, administré par la municipalité régionale de comté de Papineau, dans la région administrative de l'Outaouais, au Québec, au Canada.

## Géographie
Ce lac est d'une superficie d'environ 70,41 ha  et possède une longueur d'environ 2,5 km du nord au sud et une largeur maximale d'environ 480 m. Il est alimenté en eau par le lac des Plages, situé juste au nord qui marque le début de la Petite rivière Rouge. Il reçoit également l'eau du ruisseau Noir et ainsi que de plusieurs autres ruisseaux innomés. Il se déverse ensuite dans la Petite rivière Rouge qui se jette dans le lac Saint-Émile, à environ 1,5 km au sud.
Il est le seul lac de Saint-Émile-de-Suffolk à avoir une baie nommée : la baie Noire, située au nord-ouest du lac, d'où provient l'eau du ruisseau Noir.

## Toponymie
Le toponyme « Lac des Îles » a été officialisé le 3 février 1970 par la Commission de toponymie du Québec, en référence à la présence d’îles sur le lac. Notons que ce toponyme apparaît sur une carte du canton de Suffolk datant de 1939. Le nom « Lac Désormeaux » figure quant à lui sur une carte du même canton datant de 1949, ce qui pourrait expliquer l’usage du toponyme « Petit lac Désormeaux » pour désigner le petit lac situé à proximité du lac des Îles.